# マジすか学園2
『マジすか学園2』（マジすかがくえんツー）は、2011年にテレビ東京制作でテレビ東京系列のドラマ24枠（毎週土曜0時12分 - 0時53分〈金曜深夜〉）で放送されたAKB48出演の連続テレビドラマシリーズ。『マジすか学園』の続編にあたるマジすか学園シリーズの2作目である。

## 概要
1話完結形式だった前作とは違い、連続ドラマ形式の趣が強い。前作と配役が一部異なるほか、厳密に各キャラクターの設定が引き継がれていない部分も多い。前作では暴力的な描写が多く、視聴者から苦情が寄せられたため、暴力・流血描写は極力抑えられた。
前作の主人公だった前田敦子および前作の主要人物はあまり登場せず、明確な主人公を設定しない群像劇の趣が強い。大まかなストーリーとしては、ポスト前田を争う物語であり、前作同様に現実のAKB48とその周辺の出来事をモデルとしている。しかし、個々のキャラクターのエピソードが平行して描かれるという難解なストーリーとなったため、最終話放送後の番組公式サイトのBBSには不満の声が多く寄せられた。
前作同様、開始時にピンポーンという効果音と同じ断り文があるが、「パート2となり、さらに下手な演技がパワーアップしている場合もあります」の文章が付け加えられた。最終話の断り文は、「御礼 学芸会の延長みたいなドラマに最終回までおつきあいいただきまして、ありがとうございました。彼女たちなりに成長したのか? みんなの目が慣れてしまったのかはわかりませんが、彼女たちがガチで頑張ったことだけは間違いありません。最後まであきれることなく、おつきあいください」になった。冒頭は必ず「AKB48 in」というテロップが出る。

## あらすじ
旧四天王たちが卒業してから数ヶ月。前田は3年生に進級したが、ラッパッパはかつての勢いを失いつつあった。校内を新たなヤンキーたちがうろつく中、ある人物が前田に宣戦布告し、下克上の幕が開く。

## 登場人物
※役者名だけの記載は本人同名役。ニックネームで呼ばれているキャラクターの本名は演者と同じ。ただし、チハル・サナエのように下の名が異なるキャラクターは除く。

### ラッパッパ（吹奏楽部）
部員は全員3年生。部室には卒業生の写真が貼られた一角がある。出入り口の扉はセンターに破壊されて以降、そのままになっている。また、ロケ地とセットが変わったため前作とは部室の間取りが多少異なる。
前田敦子
前作の主人公。マジ女をまとめあげる最強のヤンキー。新副部長。本作品ではメガネからコンタクトレンズに変え、第5話から髪を短くした。
おたべとは親友関係で、過去におたべと交戦して自身もダメージを食らいつつも最終的には圧倒し勝利している（その後なんらかの紆余曲折を経ておたべとは仲良くなり親友になった）。
前作では介護士を目指して勉強していたが今作ではそのような様子は一切見られず、自分より強い相手を見つけるために街でヤクザやチンピラ、弱者に暴行や恐喝を行っている不良を倒して回るという世直し人、あるいは仕置き人のようなことをしている。度々おたべと隠れて会う度に止められるが辞めず、これが原因で連続暴行犯として警察に追われる身となる。
優香と優希から国外に高飛びするように忠告されるが、マジ女とヤバ女の戦争の最中に姿を現す。シブヤと和解してマジ女の仲間たちに別れを告げ、ネズミとセンターにマジ女の「テッペン」を託した後、警察に出頭・逮捕された。
★おたべ - 横山由依
新部長。京都の超有名進学校から前田が呼び寄せた。京言葉を話す。本名は横山（本人が自己紹介で言ったのは苗字のみ）。
統率力は高く、部長であることを部外者（主にフォンデュやマジ女の末端の雑魚や矢羽久根）から疑問に思われても部員たちからは概ね納得されており、あまり不満に思われてはいない。ゲキカラに至っては「お前が部長で良かった」と発言するほど。
非常に頭が切れる上に喧嘩の実力もかなり高い。基本的な性格は冷静かつ平和主義者（無益な戦いを嫌う）。また、滅多に感情を表に出さない上にどこかひょうひょうとした部分が見えるなど掴みどころがなくミステリアスである一方で、ゲキカラがミソに刺されて生死の境を彷徨い初めて死を恐れたと話を聞いても「たかがヤンキーの喧嘩や」と静かに告げる底知れぬ恐ろしさも持っている。
「ネズミが黒幕だと見破る」「センターが脇腹を刺されたことを知っている」など、ネズミ並かそれ以上に情報収集能力に長けている。
子供のころから喧嘩では誰にも負けたことがなかったが、マジ女に来校する前の前田（八木女子高時代）と拳を交えており、その際に初めて喧嘩に負けた（それ以降、何らかの紆余曲折を経て前田と仲良くなり親友となった）。座右の銘は「上には上が、下には下が居る」。
ネズミとはお互い嫌いあっている（わかりやすく表に出しているのはネズミだけだ）が、個人的にセンターには好感を持っており、ネズミを裏切ってラッパッパ側に就くよう打診した。
喧嘩では足技を主体としており、回し蹴りやカカト落としが得意技。背後からの攻撃にも対応出来たりする他、受け流し技にも長け、特殊なかわし技（殴られたように見せかけて受け止めているなど）も使用する、ラッパッパには珍しい器用なオールマイティタイプ（『マジすか学園4』では足技主体は変わらず前田のように拳撃やだるまのように頭突きも使うようになり、技も足技と組み合わせた技が増えたり、『マジすか学園』の前田のように仲間の技を組み合わせて窮地を脱したりもした）と言える。かなりの実力者にもかかわらず、実力者の中で唯一、スタミナ切れなのか何かがあったのかは不明だが最終決戦で途中から雑魚に押されている。だが、最終決戦では前田への強い思いもあって自ら真っ先に敵陣に切り込み前田に重い十字架をこれ以上背負わせるわけにはあかんのや！と珍しく感情を出して叫んでいる。前田が現れた後、サドと共に2番手を歩いている。あくまで前田の代理の部長であり、既に3年生であるため、最終話では前田に「テッペン」をまかされていない。逮捕され、連れて行かれる前田に対し、珍しく感情を昂らせ涙ながらに名前を叫んでいた。
- あだ名の『おたべ』の由来は演じた横山が京都出身であることから京都の銘菓、八ツ橋のおたべから（本人が755にて発言）。

鬼塚 だるま - なちゅ
ケンカとともに精神を鍛え直すべく、自己啓発のセミナーに通っている（学園にはおらず、前田四天王の地位も実質的に尺に譲った形となっている）。
最終決戦で、全員分の手羽先を持参し自称「あつ姐のピンチヒッター」として駆けつける。前作同様、頭突きが得意技。
新・ラッパッパ（前田）四天王
学ラン（洋ラン） - 宮澤佐江
前作から外見が大幅に変化（短ランから洋ラン、髪型がリーゼント）。男子のような風貌で他校の女子から人気がある。櫛でよく髪をとかしている。
性格は友達思いの熱血漢だが、友達が絡む喧嘩だと短気な部分が目立つ。シブヤからの「ゲキカラへの果たし状」をダンスから受け取るが、ゲキカラを「甘口」として卒業させるために、おたべの静止に刃向かって自らがヤバ女に出向く。そこで山椒姉妹二枚刃に目つぶし攻撃をされつつも倒すが、直後に裸足の会のメンバーに袋叩きにされて敗北・入院する。その後は退院して最終決戦に参戦した。
尺 - 峯岸みなみ
元生徒会長。
生徒会長では出番が少ないことを嘆き、出番を求めてヤンキーに転向した。ヤンキーになる前は、野球部のマネージャーかヤンキーになるか迷い、野球部のマネージャーは応募を締め切っていたため、ヤンキーになった。
前作と異なり、茶髪のストレートに赤い特攻服という出で立ちになっている。本人いわく「ヤンキーと優等生キャラの中間でいたい」らしい。
ラッパッパで1番情に厚く、ゲキカラが刺されて重傷を負った際は号泣し、おたべに慰められていた。
勉強も喧嘩もそこそこだと思っており、「自分は本当に四天王でいいのか」と悩んでいる。しかし、喧嘩をふっかけたチームアンダー全員を返り討ちにし、（靴は奪われたが）ヤバ女のジャンケンとのタイマンで引き分けた実績はある。
ゲキカラの入院後、彼女のペンダントの所有者になっている。「いくない」（「よくない」の意）という口癖が、一時期チームアンダーに移った。舎弟を名乗った後でもチームアンダーのことはあまり好きではない様子。
ゲキカラ（甘口） - 松井玲奈
旧四天王では唯一留年し、四天王の座に再び居座っている。前作に引き続き喧嘩の実力は非常に高い。今は亡き優子に必ず卒業することを誓っている。
性格やキャラクター設定が前作と大幅に変更され、前作と比べると感情も落ち着いており普通の会話を行えるようになった。ただし、多少コントロールできるようになってはいるが、喧嘩に対する感情や攻撃・行動は変わっていない。なお、ミソに刺された際に初めて（死ぬことに対する）恐怖を覚えたと発言している猛者。
数ヶ月前までは敵対関係だったはずの前田やその一派とも完全に和解している。病床ではおたべには心を開いているような話もしており、おたべに「お前が部長で良かった」と発言している。
危険度や怒りの度合いは辛さで表現される。「甘口」の時は胸のペンダントの文字が「POP」、「ゲキカラ」へ覚醒した時は「ROCK」になる。優子からの「理由のない喧嘩は空しいだけだから絶対にするな」という旨の教えを守り、普段は「甘口」だが激しい怒りを感じた時は「ゲキカラ」へ覚醒し、学ランを袋叩きにしたカムバックとまゆげを軽く一蹴しピアノで引き潰そうとしたが学ランの声で目を覚まし、学ランを支えながら場所を後にした。
ミソの凶行によって脇腹を刺されて瀕死の重傷を負ったが、一命を取り留めて入院。おたべとの友情深める会話の後に亡くなった優子に会ってしまうほど（所謂、生死をさまよっている状態）に症状が悪化するが、最終決戦では入院中にもかかわらず、病院を抜け出し点滴片手に参戦した（すぐに針を引き抜いて点滴を放置していたが）。
最終話で前田に「来年は卒業しろよ」と言われたことから、今年度も卒業できなかった様子。
歌舞伎シスターズ（能・狂言シスターズ）
2人1組扱いの四天王。ヤバ女に乗り込んだ際に、歌舞伎シスターズに戻った。最終決戦にも参戦。
大歌舞伎（姉） - 河西智美
時折般若の面を着用し、扇子を持つ。前作と同様掌底を得意とする。性格は普段は冷静だが、怒りを覚えると冷静さが多少無くなるようで強気になり、格差がある相手にも果敢に向かっていくようになる。
前田への復讐のためにマジ女を裏切ったシブヤに激怒し、タイマンを張るが敗北。
小歌舞伎（妹） - 倉持明日香
時折、小面を着用し、小太鼓を持つ。大歌舞伎を姉貴と慕い、技などの解説が多い。
コブラツイストや逆エビ固めなどのプロレス技が得意で、大人数相手には隙ができる不利な技でも好んで使う。
ヤバクネ軍団と戦い、チハルとサナエには勝ったものの多勢に無勢で袋叩きにされ敗れる。
チームホルモン
ラッパッパの入口を守っているが実力は低く、センター（1話）、ヤバクネ軍団（3話）にあえなく敗戦。本人たちも弱さを自覚しているが、それを理由に喧嘩から逃げることはしない。チームフォンデュと親交や交流を兼ねた会食を行っている。最終決戦に参戦。
ヲタ - 指原莉乃
リーダー。前作と異なり、前髪を上げている。最終決戦では旗振りを務めた。ゲキカラの鼻鉛筆に怯える。
バンジー - 仁藤萌乃
サブリーダー。『大草原の小さな家』に熱中している。裸足の会の最初の被害者であり、登校中に襲撃され重傷を負いながらも学校まで辿り着きヤバ女の休戦協定破棄を伝えた。
ウナギ - 北原里英
特攻隊長。
アキチャ - 高城亜樹
会計監査。前作と異なり、茶髪で髪が伸びている。
自分達が弱いのは周りが強過ぎるからであり、他の学校ならば「テッペン」を張れるだけの実力はあると発言。
ムクチ - 小森美果
前作より台詞の数が増えており、第8話から「おしゃべり」と改名した。前田の部長紹介時にサドに似せた毛皮にヨーヨーを持って現れるネタキャラにもなった。

### つの字連合
ネズミとセンターが中心となり、前田やラッパッパに不満を持つ生徒たちを集めて結成された。メンバーは全て2年生。本来の目的は「世代交代」だが、ヤバ女との抗争が勃発したため、機が熟するまで活動停止していた。最終的に組織は瓦解し、ネズミとセンターだけのチームとなる。当初の想定とはかなり異なった形ではあるが、結果的にマジ女の「テッペン」を取るという目的は果たした。
ネズミ - 渡辺麻友
前作から一転、主人公格の一人として登場。ラッパッパに対抗すべく、センターと手を組んで「つの字連合」を結成。頭脳派であり、軍師、参謀的存在も兼ねる。ゲームは一度も負けたことがない。
実家は裕福で、父親は政治家の渡辺友造。しかし、ヤミ献金などの汚職で得た不正な金で、複雑な家庭環境で孤独に育った様子が示唆されている。
常にパーカー（第11話で初めて外した）と黒いタイツを着用。基本的に一人称は「あっし」だが、センターの前では「私」になり、口調も異なる。クラシック音楽を好む。
喧嘩に関してはチームアンダーを1人で全員倒す、武器を用いたヤバ女の集団相手に1人で互角に渡り合えるほどの実力を持つが、戦いは好まない。
非常に頭が切れ、情報収集に長ける。その頭脳は周りから一目おかれているほど。おたべとは同族嫌悪なのか、似ているのに違う（自分と同じで冷静な頭脳派だが喧嘩も強く孤独ではない）からなのか、嫌いあっており、ネズミが珍しく嫌悪感情を出している。また、おたべには酷い怪我が嘘であることや黒幕であることなどを見抜かれてしまっている。
敵味方問わず、裏から操る策略家で表向きはセンターのパートナー的存在であるが、情報屋としてシブヤと捨照護路高校の仲俣と裏でつながっており、マジ女とヤバ女の潰し合いに拍車をかけるために暗躍する。そのためには手段を選ばず、ヤバ女と手を組みバンジー以外残りのチームホルモンをまんまと騙して敗北させ、チョウコクの心を金で動かす、さらに心から自分を信頼しているセンターですら巧みな演技で大怪我を負ったと欺き、手駒として利用して平然と裏切るような行動をするなど、前田が矢場久根に向かったことも警察に通報している。狡猾であるが、おたべには早い段階であっさりと黒幕であることなどを見抜かれていた。友情や仲間意識に関しては嫌っている節があり、それゆえに常に他人を見下した態度を取るため、少なくともセンター以外の全員からは快く思われていない。本人いわく「誰にも同情されたことがない」らしい。このことから周囲との亀裂を広げ、やがて仲間は離散し「つの字連合」は瓦解。自身もヤバ女と仲俣に裏切られて自ら孤立を深めるようになる。センターを裏切りそのことでつの字連合メンバーと揉めて、「つの字連合」が潰れた（マジ女のためにおたべとセンターが共闘することを知り嫉妬した後から友情や仲間意識も信じられなくなったように発言している）。センターから心が離れて行ったようである。その後ネズミを信じるセンターと口論になり遂に殴り合いとなったが、センターの熱い思いが最終的に通じ心から泣きながら抱き合い本物の「マブダチ」となる。
最終話でセンターとともに前田からマジ女の「テッペン」を託された。
- 渡辺は演じるに当たり、「人間の悪い部分を出来るだけ詰め込んだ」という。ネズミの孤独を表現するために、自身の引きこもりに近かった時期の経験が役に立ったとも語っている。

センター - 松井珠理奈 / 横山未空（幼少期）
2年最強。出番の少ない前作から一転し、主人公格の一人として登場。
幼少時に父親から家庭内暴力を受け、それを苦に母親が家を出てしまったなど、孤独に生きてきた過去が示唆されている。父親に対して殺意にも似た激しい憎悪を抱いており、それが同じ孤独な人生を歩んでいたネズミに惹かれていった大きな理由となっている。腹部（脇腹）に刃物で刺された際の傷跡があり、そのトラウマから金属などによる光の反射を見ると我を忘れてしまう。おたべには傷の事を知られていた。
常にカーディガンを着用。回想シーンでは巻き髪になっている。卵焼きが好きで、好きな食べ物は最後まで取っておくタイプ。
チームフォンデュと同じクラスだが、寒ブリ以外にはあまりいい印象を持たれておらず、彼女も嫌っている。しかし、一部の生徒からの人望は強く、「つの字連合」の多くはネズミが嫌いだったが、彼女の強さとカリスマ性に惹かれて連合に加入した。周りには一目置かれながらも校舎の屋上以外に居場所がなく、そこでネズミとよく会っている。
「ヘッセヲタ」と自嘲するほどヘルマン・ヘッセの詩を好み、何度か引用している。
2年最強の名の通り、チームホルモンをたやすく倒し、おたべとは一応互角に渡り合い（ただし、おたべは余裕であしらうように技を受け止めたり蹴りを寸止めしたりしていた為、本当に互角かは怪しい）、途中から戦意を失っていたとはいえチョウコクを倒したほか、ゲキカラに対しても臆せず戦いを挑み、本気の力を出すように挑発するほどの余裕とある程度の実力を見せ付けた。自分の実力を過大評価している節がある。1対1の真剣勝負を最上とする。その強さゆえ単独で行動する事が多いが矢場久根と戦ったとき「一人にしないで…」とネズミに発言している。目的が同じため、ネズミと手を組む。その後はネズミに「お前が好きだ」と公言するほど心を開いて信用するが、知らぬ間にネズミに利用される。
おたべに好意的に接され、実力を見込んだおたべにラッパッパ側に就くよう打診されるが、ラッパッパ側に就けばネズミを裏切ることになるため、ネズミとおたべの間で板挟みとなる。おたべとネズミは互いに嫌っている事を知っている。その後、自分がネズミに都合よく手駒として操られていることを悟りながらもネズミを信じ、最終的にネズミを改心させた。
最終話でネズミとともに、前田からマジ女の「テッペン」を託された。
チームアンダー（元ラッパッパ部員）
ラッパッパの入れ替えによって居場所をなくしていたが、ネズミに革命を勧められチームアンダーとしてラッパッパに反旗を翻した。尺に喧嘩を売ったものの全員返り討ちに遭い、のちに全員「尺姉」と慕い、舎弟を名乗って付きまとうが、当の尺本人からは鬱陶しく思われている。ネズミの部屋を乗っ取り「アンダー部屋ー」と改名し、尺のパネルを飾っていたがセンターに軽く倒され、退却した。おたべにラッパを任され、最終決戦に参戦。
- アニメ - 仲谷明香
- ジャンボ - 田名部生来
- ライス - 米沢瑠美
- 昭和 - 片山陽加

チームフォンデュ
2年C組。センターと同じクラス。チームホルモンをリスペクトしている。教室内でチーズフォンデュを食べながら、番組冒頭で前回までのあらすじを噂話風に話す。いずれのメンバーも喧嘩の経験はほとんど無く「オクトパシー」「人間ミサイル」などの攻撃フォーメーションを持っていたが、センターに軽く倒された。最終決戦に参戦。
★どっち - 島田晴香
キャプテン。最終決戦では旗振りを務めている。
★ツリ - 山内鈴蘭
副キャプテン。
★寒ブリ - 島崎遥香
参謀。チームフォンデュで唯一、矢場久根に狙われる身となったセンターを心配しており、ヤバ女に追い詰められたネズミとセンターを救った。
★年増 - 大場美奈
出納係。
レモン - 市川美織
鉄砲玉。「フレッシュなヤンキーになりたい」らしい。
金眉会
- 金眉1 - 繭Co.

肘鉄砲組
- 肘鉄砲1 - 河村春花

### 生徒
まなまな - 奥真奈美 ※回想出演
2年生。元山椒姉妹。一人だけマジ女に留まるが、今作では登場せず。

### 卒業生
優子を除いた4人は、最終話でのマジ女とヤバ女の戦争に現れて母校であるマジ女側に参戦している。
大島優子
元ラッパッパ部長。既に故人であるため、本作品では回想シーンと写真のみの登場。
生死の境をさまよっていたゲキカラの夢の中に現れ、一緒にいたいと懇願するゲキカラに対して皆の元に戻るように一喝し、そのまま姿を消した。
サド - 篠田麻里子
元ラッパッパ副部長。卒業後は看護師を目指し、看護専門学校に通っている。
前作で持ち歩いていたけん玉は、ラッパッパの部室の優子の祭壇に供えている。
最終決戦には救急車で乗り込む。卒業後もその強さは伝説になっており、参戦を知ったヤバ女側に動揺が走った。
ブラック - 柏木由紀
元ラッパッパ四天王。卒業後は、バンジーの家の近くのスーパーでレジ打ちをしている。
シングルマザーで一児（男の子）の母親だが、子供の父親（つまり夫）のことを聞くことはタブーとされる。
トリゴヤ - 小嶋陽菜
元ラッパッパ四天王。卒業後は、人気者の風俗嬢で風俗界の「テッペン」を目指している（シブヤとサドを風俗に誘っているが、いずれも無視されている）。
本作品ではサイコメトリー能力は、覚醒なしでも使用可能になっている。
チョウコク - 秋元才加
卒業後は母親の手術費用を稼ぐため、キックボクサーとして活動。
ネズミとシブヤの策略の思い違いもあり、センターとタイマンを張ることになる。終始優位に進んで「お前じゃセンターは取れない」と実力不足を指摘するが、マウントポジション状態にある時に母親の言葉が頭をよぎり、その戦意をほとんど喪失後、ブレーンバスターを受けて敗れた。のちに、ネズミから策略として振込まれた200万円は返済した。

### 教員関係者
野島 百合子 - ふせえり
馬路須加女学園校長でラッパッパ初代部長。おたべが有名進学校からヤンキー校のマジ女に転校してきたこと、簡単には就けないラッパッパの部長に就任したことを不思議がっている。

### 矢場久根女子商業高校
マジ女と休戦協定を結んでいたが、「裸足の会」の襲撃を機に対立し、破棄となった。いずれの生徒も、マジ女とヤバ女の最終決戦に参戦している。前作と同じく多人数による袋叩きや武器使用がスタイル。本作品ではさらにその傾向が強い。
終盤、複数のヤンキー校に加勢を依頼して300人以上を動員した上でマジ女に宣戦布告、最終決戦に至る。

#### 裸足の会（ハブ）
「靴狩り」と称して倒した相手の靴を奪うという行為を行っている。■はマジ女からの転校生。
3年生
■シブヤ - 板野友美
元ラッパッパ四天王。卒業後は親のコネでIT関連企業に就職したが、経歴に文句を行ったり無いことを言い出した上司に辞表（シブヤは自表と書き間違えていたが）を出し殴って辞めた後、前田に復讐すべくヤバ女に再入学し、新総長となった。
表面上はネズミと繋がっているが、実のところは前田への敵対心に付け込まれ、利用されているような節がある。また、シブヤ自身もネズミのことをよく思っていないところが見えるがネズミの提案を受けている。前作でもネズミが「これ名案」といった話も受け入れている。利害が一致。
彼女なりに「ヤンキーとしての仁義」は心得ているようで、ゲキカラを刺すという勝手な行動をしたミソに激昂したり（「個人」としてゲキカラの見舞いにも行っている）、前田が警察に身柄を確保されることになったが前田が矢場久根に乗り込みシブヤとタイマンすることになった際、前田が警察に逮捕されればマジ女との戦争で有利になるのではないかといったダンスの発言を無視し、敢えて1対1での勝負を望むなど、卑劣を厭い正々堂々を好む面も見られる。
ヤンキーとして決着をつけるために前田を警察から逃がしたが、最後の戦いで前田と対峙するがすぐに勝てないことを悟り、対戦はしなかった。
なお、携帯電話の着信音は「Dear J」。
★ジャンケン - 内田眞由美
名前通り、じゃんけんが強い。前総長卒業により、空いた総長の座を決めるにあたり、チハルとサナエにじゃんけんで勝ち、新総長になる。しかし、3名共シブヤ一味に敗北し、裸足の会に入る。じゃんけんでしか勝てない自分の実力にコンプレックスを感じ、カムバックら2年からも馬鹿にされている。尺とタイマンを張るが引き分ける。
自称「矢場久根二十天王」だが、最後まで彼女以外に二十天王を名乗った人物はいなかった。
チハル - 佐藤亜美菜
前作の原付に続き、今度は「靴狩り」で奪った靴15足ほどをサナエに3万円で売りつけられる。さらにジャンケンも加担して6万円に跳ね上がり、結局買うハメに。
サナエ - 佐藤由加理
卒業できず留年している。チハルと共に行動している。
2年生
■ダンス - 矢神久美
シブヤ直属の舎弟。よくシブヤに殴られ鼻血を出すが、シブヤに対する忠誠心は極めて高い。
★カムバック - 菊地あやか
一度退学したが、後に復学した。まゆげらと共に学ランを袋叩きにするも覚醒したゲキカラに倒された。なかなかマジ女に手を出さないシブヤのやり方に不満を持ち他の2年と共に独断で行動することが多い。
★まゆげ - 前田亜美
カムバックと共に学ランを袋叩きにするも覚醒したゲキカラに倒され、廃材のピアノで潰されかけた。他の2年同様、自分たちを利用しているネズミを嫌っておりセンター共に袋叩きにしようとした。
★3色 - 佐藤すみれ
頭にターバンのような物を着用している。指笛が吹けない。
★まりやぎ - 永尾まりや
カムバックらと共に行動している。
★チサト - 中田ちさと
★マリヤ - 鈴木まりや
★リナ - 近野莉菜
山椒姉妹 二枚刃
裸足の会に正式に入るにはマジ女生徒の靴が必要なため、学ランと戦うが二人まとめて倒された。前作と違い、仲間割れをした隙をつかれて敗北したわけではないが、相変わらず仲間割れを起こしやすい。最終決戦にも参加。
■みゃお - 宮崎美穂
■らぶたん - 多田愛佳
1年生
ミソ - 木本花音
独断で学ランの入院している病院に忍び込み、病人を装って見舞いにきたゲキカラをナイフで刺して重傷を負わせる。凶器を用いた勝手な行動に激昂するシブヤに対し、「これがヤバクネのやり方だ」と反抗的な態度を示して離反した。
その後、警察に出頭し、事情聴取で笑いながら「冗談でした」と答えた。その後は逮捕されたのか作品には登場していない。

#### その他の生徒
- ★ミサキ - 岩佐美咲
- ★シズカ - 大家志津香
- ★ハルカ - 仲川遥香
- ★ナツミ - 松原夏海
- ★アヤカ - 梅田彩佳
- ★トモミ - 中塚智実

- ★ミサト - 野中美郷
- ★レイナ - 藤江れいな
- ★サキコ - 松井咲子
- ★はるか - 石田晴香
- ★カナ - 小林香菜
- シホリ - 鈴木紫帆里

- ★ナツキ - 佐藤夏希
- なつみ - 平嶋夏海
- ★ユカ - 増田有華
- ★あんな - 森杏奈
- イズ - 伊豆田莉奈
- レナ - 加藤玲奈

- りな - 川栄李奈
- なつき - 小嶋菜月
- マリナ - 小林茉里奈
- ワカナ - 名取稚菜
- ナナ - 藤田奈那
- あやか - 森川彩香

#### 卒業生
どちらも、最終話でのマジ女とヤバ女の戦争に現れ、ヤバ女側に参戦している。
元総長（先代） - あじゃ
元ミギウデ - 安藤なつ（ぷち観音）
大歌舞伎と戦うが、掌底を顎に食らい敗北。

### 捨照護路（ステゴロ）高校
仲俣 - 仲俣汐里
3年生。ステゴロのてっぺん。
おたべやネズミと並ぶ頭脳派で、2人同様に無益な争いを好まず傍観している。マジ女とヤバ女は同列の駒のように見ており、傾いた方（有利な方）に着くと発言した。
シブヤ、ネズミと裏でつながっているが、自分を利用しようとしているネズミを良く思っておらず、彼女の計画が失敗に終わるであろうことを示唆した。シブヤに対してはどう考えているのか不明。
ヤバ女側として手下と共に最終決戦の場に現れたが、結果的には傍観するのみでどちら側にも参戦せず、決着前に不適な笑みを浮かべ引き揚げていった。
- マリア - 阿部マリア
- アンナ - 入山杏奈
- ★ミユ - 竹内美宥
- ★マリコ - 中村麻里子

ステゴロの生徒たち。仲俣同様、底の見えぬ冷静沈着なタイプ。ただし頭脳派ではなく、仲俣からシーソーを例に出された際には「紫蘇」に間違えるという盛大なボケをかましている。

### メインキャストの親族
★大島優香・優希 - 大島優子
優子の3つ子の妹。一卵性のようで両者ともに見た目やら口調などは優子そのままというぐらい似ている。優子とは生き別れているが、優子について明らかに知っているような台詞があり、多少の矛盾が見られる（生前の優子からの連絡から知ったと思われるが詳しくは不明）。2人とも優子と同等の異常な喧嘩の実力を持っている。2人の見分け方は腰に装着するチェーンの位置（優香は右側、優希は左側）。
生前の優子から前田に会うように連絡を受けており、マジ女に姿を現した。
最終話では前田に逃げるように告げて国外逃亡用の航空券を渡した他、マジ女とヤバ女の戦争にも現れてマジ女側に加勢している。
- ブラックの子供 - 佐野秀輔
- チョウコクの母 - 歌川椎子 ※声のみの出演
- センターの父 - 松村明
- センターの母 - 金子路代

### その他の登場人物
★警部補 - 高橋みなみ
警視庁は抜暮南警察署・連続暴行事件捜査本部の主任。前田による連続暴行事件を担当。
ネズミによる警察への匿名の通報で、前田がヤバクネにいる情報をキャッチしてヤバクネに乗り込むが、シブヤの偽装工作で前田を発見できなかった。その後、ヤバ女の面々に事情聴取を行い、シブヤに「前田は一線を越えてしまったこと」や「自分が元ヤンキーだったこと」を話す。
最終話でマジ女とヤバ女の戦争を見届けた後、前田を連行する。
看護師 - 春木みさよ
サドの先輩看護師。
脅されるヤンキー - 小林閴菜
課長 - 村上航
シブヤの上司。シブヤの経歴を言及し、援助交際までしていると言及したため、シブヤの怒りを買い、額に「自表（正しくは辞表）」と書かれた挙句、ボコボコにされた。
秋山成勲 ※写真出演
チョウコクのデビュー戦の相手。なお、試合結果は不明。
チンピラ - 後藤健、叶雅貴
商店街で男性を恐喝するが、前田によって粛正された。
チョウコクのトレーナー - 柳憂怜
若田刑事 - 佐藤亮太
警部補の部下。階級は巡査部長。常に警部補とコンビを組んでいる。
斜に構えたシブヤにキレたり、最終決戦で現れた前田を決着を見る前に確保しようとするなど、短気・性急な側面がある。
医師 - 田中洋之助
ヤクザ - Velo武田、雲雀大輔、江澤大樹
その他・エキストラなど
- 森祐佳・北澤鞠佳・望月るな・小林麗菜・相田楓 他

## 主題歌・挿入歌
何れもAKB48の楽曲を使用。
主題歌
- 青春と気づかないまま（最終話のみ「ヤンキーソウル」）
- 作詞：秋元康 作曲：y＠suo ohtani 編曲：野中“まさ”雄一

オープニングテーマ
- ヤンキーソウル
- 作詞：秋元康 作曲：TJMixx 編曲：武藤星児

## 放送日程
| 各話                                                      | 日付          | サブタイトル                    | 脚本     | 演出                        |
| --------------------------------------------------------- | ------------- | ------------------------------- | -------- | --------------------------- |
| 第1話                                                     | 2011年4月16日 | 世代交代上等!                   | 山岡潤平 | 豊島圭介                    |
| 第2話                                                     | 4月23日       | 矢場久根リーダー登場!           | 山岡潤平 | 豊島圭介                    |
| 第3話                                                     | 4月30日       | 裏切り者は爪を伸ばす            | 山岡潤平 | 佐藤太                      |
| 第4話                                                     | 5月7日        | 友情の賞味期限                  | 橋本博行 | 佐藤太                      |
| 第5話                                                     | 5月14日       | ゲキカラROCK                    | 山岡真介 | 豊島圭介                    |
| 第6話                                                     | 5月21日       | 上には上が下には下が            | 山岡真介 | 豊島圭介                    |
| 第7話                                                     | 5月28日       | 誰のために戦うのか?             | 鎌田智恵 | 佐藤太                      |
| 第8話                                                     | 6月4日        | それぞれの答え                  | 山岡潤平 | 佐藤太                      |
| 第9話                                                     | 6月11日       | たった一人のマブダチ            | 山岡潤平 | 豊島圭介                    |
| 第10話                                                    | 6月18日       | 桜の花びらを数えたことがあるか? | 山岡潤平 | 豊島圭介                    |
| 第11話                                                    | 6月25日       | ヤンキーソウル                  | 山岡潤平 | 佐藤太                      |
| 最終話                                                    | 7月2日        | 青春と気づかないまま            | 山岡潤平 | 佐藤太 豊島圭介（演出協力） |
| 平均視聴率:3.7%（視聴率は関東地区・ビデオリサーチ社調べ） |               |                                 |          |                             |

## スタッフ
| 広報 - スチール：中原一彦 - コンテンツビジネス：合田知弘（テレビ東京）、佐藤永麻（テレビ東京） - 番組宣伝：荒井正和（テレビ東京） - 番組デスク：村山こと子（テレビ東京） - ホームページ制作：北川秀範（テレビ東京） - モバイルコンテンツ：久保聡司（テレビ東京ブロードバンド） - データ放送：半田啓介（テレビ東京） 協力 - 美術協力：hp、Leche、田中通商、三交社 - 制作協力：ジャンゴフィルム、エネット - 技術協力：パイプライン、日本照明、日映装飾美術、日活撮影所、アオイスタジオ、映広、光影舎、おかもと技理、スタントチームGOCCO、Tec's、グリフィス、M2 music、spirot - キャスティング協力：ファインモーション、ソーレプロモーション、シーグリーン、With&Person、TM コーポレーション、アルファコア、ドラゴンフライエンタテインメント、日活芸術学院 - 協力：AKS 制作 - チーフプロデューサー：岡部紳二（テレビ東京） - プロデューサー：河村庄子（テレビ東京）、阿比留一彦（電通）、椋樹弘尚、加藤悦弘 - アソシエイトプロデューサー：熊谷隆宏（秋元康事務所） - 製作担当：相良晶 - 監督助手：権撤、菊蔦稔章 - スクリプター：押田智子 - 助監督：佐野友秀 - アクションディレクター：森﨑えいじ（DEEM FACTORY） - アクション助手：雲雀大輔（本編に「看守」役で出演） - 演技事務：廣田啓 - 車輌：飛鳥田義晴、今西健太 - アシスタントプロデューサー：小松幸敏（テレビ東京）、持田雄平（電通） - 製作担当：高見明夫 - 制作主任：根津文紀 - 制作進行：加藤陽三 | 美術 - 美術：及川一 - 美術助手：吉川都和 - 装飾：西淵浩佑 - 小道具：中村敬介 - スタイリスト：下田翼（AKS） - 衣装：沢柳陽子、天野多恵 - 衣装助手：大平みゆき - ヘア・メイク：大久保恵美子 - メイク助手：石井のり子 - 装飾助手：松岡拓 - 装飾応援：小野善子 技術 - 撮影：小宮由紀夫 古野健也 - 照明：鈴木敏雄 - 録音：土屋和之 - 音楽：MOKU（aotsuki） - 音楽助手：会沢哲弥、皆川公幸 - 音楽協力：テレビ東京ミュージック - 撮影助手：日活芸術学院 - 照明助手：中村晋平、斎藤しずか - 録音助手：片山尚子、硲野千晴、土屋千絵美、木村結香、小林亜由美、牧野実歩 - 音響効果：橋本正明 - ライン編集：大村勘也 - ライン編集助手：池田靖彦 - MA：河野弘貴 - 編集：村上 - プロダクションアシスタント：前田峻 - ポストプロダクションプロデューサー：篠田学（秋元康事務所）、豊田賀世 - 制作：テレビ東京、電通 - 製作著作：「マジすか学園２」製作委員会 - CG：亘理明生、仲真治 - メイキングプロデューサー：北川謙二（ノース・リバー） - メイキングディレクター：水落誠一、泉千恵 |

### 過去のスタッフ
| - スチール：松原研二、石井千保子 - 編成：走尾奈津絵 - コンテンツ事業：長田隆 - 番組宣伝：大石淳子、石井真知子 - 番組デスク：矢部歩、橋口知恵子 - ホームページ制作：森岡真悟 - 美術協力：株式会社ラビット、DHC、中央法規出版、NTT docomo、人形の吉徳、日映装飾 - 制作協力：Faith Wonderworks、U-bridge、Pipeline - 技術協力：バル・エンタープライズ、ビデオフォーカス、オムニバス・ジャパン - キャスティング協力：プラチナムプロダクション、オフィスオーバ、メインキャスト、B.M.FACTORY、レジェンド、フォーピース、ジェイ・キューピック、iDEAL、テンダープロ、スマイルプロモーション、宝映テレビプロダクション、文化学院、STUNT JAPAN - 協力：C.J.performance（車輌）、MGF JAPAN、シネマユース、シャイカー - エキストラ担当：田山順一 - スタント：関田安明、野貴葵、じゃーじー真輝糸洲 - 美術：畠山和久 - 美術助手：田仲正彦 - スタイリスト：茅野しのぶ（office48）、下田翼（AKS） - 衣装：沢柳陽子 - 衣装助手：三宅尚子 - ヘア・メイク：鷲田知樹 - メイク助手：中澤仁美 - メイク応援：吉田真佐美 - タイトル：清原穂高 - オープニング：佐藤太月 - 振り付け：HISAKO - オープニングCG：大萩真司、今井恭子 - 音楽：古川ヒロシ、ABOTTOレオ | - 照明：片瀬仁美（バル・エンタープライズ）、林大樹 - 録音：片岡博司（バル・エンタープライズ）、 - 編集：村上雅樹 - 撮影助手：駿崎直樹、伊藤慎吾（ザ・チューブ） - 照明助手：徳永恭弘・南雲千尋（バル・エンタープライズ）、深川壽幸、金谷真人、三木達也 - ライン編集：和田多加 - MA：河野弘貴 - VE：古川明（ビデオフォーカス） - CA：佐藤広人 - 音声助手：中島正善 - メイキングムービー：初ヶ浦着夫 - メイキングスチール：中川武士 - キャスティング：内田森、斎藤勇司 - スクリプター：増子さおり - 制作デスク：河野陽子、掛須夏美 - 制作ドライバー：村松力、松岡邦浩、末次一博 - 製作担当：竹岡実、萩原満、高見明夫 - 制作主任：鍋島章浩、根津文紀 - 制作進行：加藤陽三 - 制作経理：橋本淳司、根津奈都子（Entertainment Partners Asia） - 制作管理：永山雅也 - 脚本：森ハヤシ、瀬戸山美咲、橋本博行、山岡真介 - アシスタントプロデューサー：金永振（電通）、高木裕隆（電通） - アソシエイトプロデューサー：磯野久美子（秋元康事務所） - プロデューサー：中川順平、佐谷秀美、森田昇、露木友規枝、石田雄治 - 監督助手：石井清夏、野頭雄一郎、後藤孝太郎、福間智子 - 監督：松永洋一 |